# Balikó Tamás
Balikó Tamás (Miskolc, 1958. augusztus 25. – Páprád, 2014. november 30.) magyar színész, rendező, színházigazgató. A Kaposvári Egyetem magántanára volt.

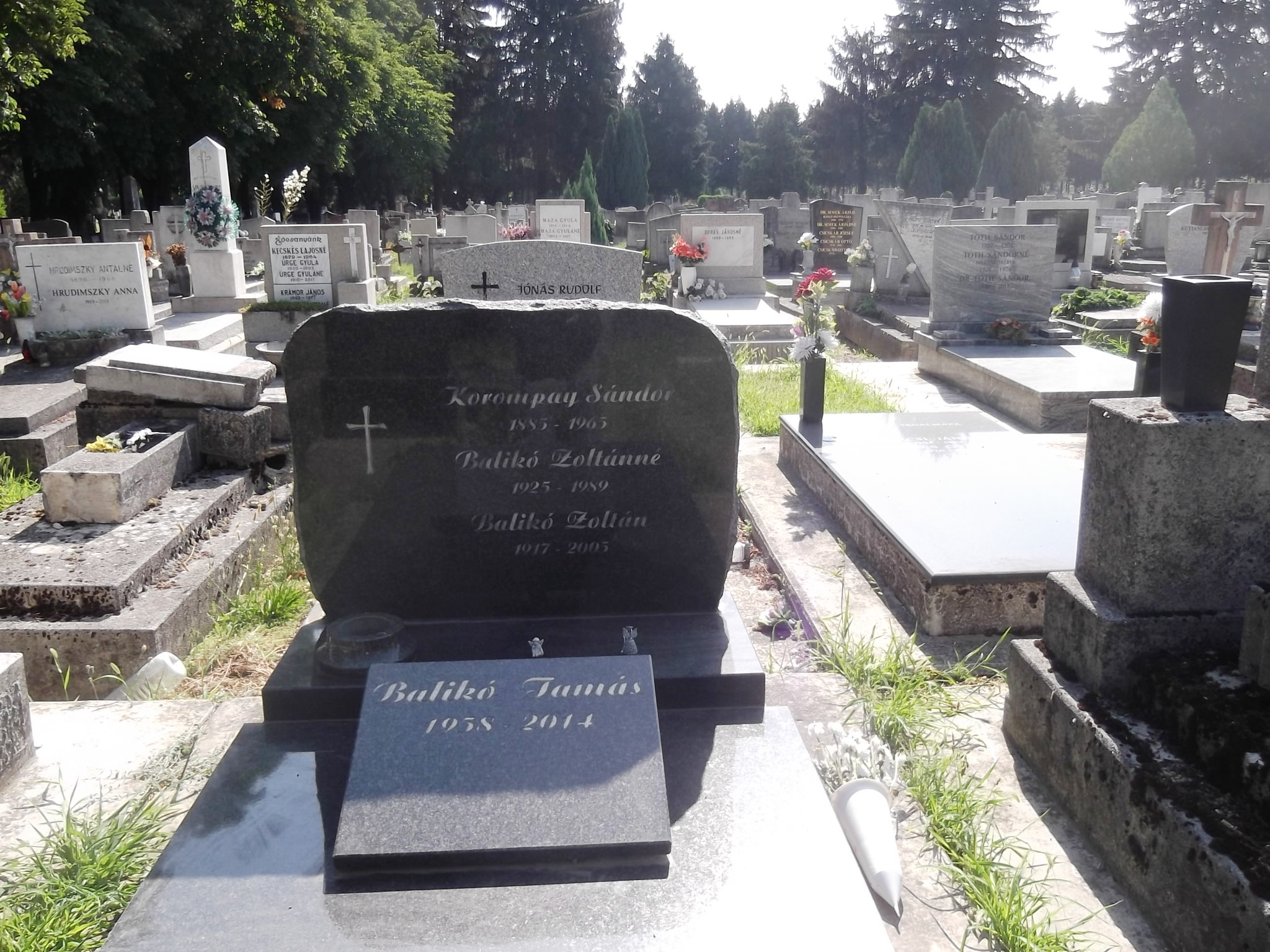
Korompay Sándor (1885-1965) Balikó Zoltánné (1925-1989) Balikó Zoltán (1917-2005) Balikó Tamás (1958-2014) Sír. Pécsi Köztemető Parcella. IKSZ. Sor II. Sírhely 8.

## Életpályája
Szülei Balikó Zoltán evangélikus lelkész és Korompay Ilona. Családjával néhány hónapos korában Pécsre került. 1964–1972 között a pécsi Mátyás Király úti Általános iskola diákja volt. 1972–1976 között a pécsi Nagy Lajos Gimnázium fizikatagozatán tanult, amely irodalmi színpadának tagja volt. Innen két helyre adta be a jelentkezését, a „színművészetire”, és a szegedi József Attila Tudományegyetem magyar-angol szakára (mindkét helyre fölvették).
1976–77-ben sorkatonai szolgálatot teljesített. 1978–1981 között a Színház- és Filmművészeti Főiskola színész szakán tanult Békés András osztályában. 1987–1990 között elvégezte a Színház- és Filmművészeti Főiskola rendező szakát is, ahol Ádám Ottó oktatta. 1997-től végezte és 2000-ben szerzett DLA (doktori) fokozatot a Színház- és Filmművészeti Egyetem első akkreditált képzésén. Témavezetője Ádám Ottó volt, dolgozatának címe: Apáink bőröndbe zárt emléke avagy a "Willylomanizmus" ismerős (témája: Arthur Miller Az ügynök halála dráma elemzése, és a 20. századi amerikai angol irodalom).
1981–1986 között a Pécsi Nemzeti Színház színésze, 1987–1991 között a Madách Színház, a Vígszínház, a Radnóti Miklós Színház, a József Attila Színház, a Szegedi Nemzeti Színház és a Pécsi Nemzeti Színház tagja volt. 1991–1993 között a városligeti Labdatér Teátrum művészeti vezetője Cserhalmi Györggyel, 1993–2011 között pedig a Pécsi Nemzeti Színház igazgatója volt.
A Kaposvári Egyetem magántanáraként színészmesterséget oktatott. 2003–2008 között a Nemzeti Színház művészeti tanácsadója volt. Jordán Tamás mandátumának lejártakor ő is megpályázta az igazgatói posztot, de azt végül Alföldi Róbert kapta meg. 2011–2012-ben a Siklósi Várszínház Nonprofit Kft. ügyvezető igazgatója, azután szabadúszó színész-rendező volt.
Rendezésében 2012. december 6-án a Thália Színházban mutatták be – a film forgatókönyve alapján Hamvai Kornél által megírt – A tanú című önálló színielőadást, melyet elsőként ő vitt színpadra. Országszerte játszott és rendezett színházakban, illetve filmszerepeket is vállalt.
A Pécsi Tudományegyetem egy a marosvásárhelyi Művészeti Egyetemmel közös másoddiplomás színházrendezői képzést szeretett volna elindítani, amely előbb adminisztratív akadályokba ütközött, majd a marosvásárhelyi egyetem új rektora hiúsította meg az elképzelést. 2013 januárjában megpályázta a Szegedi Nemzeti Színház vezetői pozícióját is, de nem járt sikerrel (a pályázatot a volt igazgató, Gyüdi Sándor nyerte).
A Jelen-lét Színházi Egyesület egyik alapítója volt. Szabad idejében teniszezett és lovagolt.
2014. november 30-án a Vajszló melletti, páprádi otthonában szívinfarktusban hunyt el. December 17-én, Pécsen, a központi temető kápolnájában, evangélikus szertartás szerint búcsúztatták, mellyel egy időben több színházban is tartottak megemlékezéseket országszerte.

## Színházi munkái
A Színházi Adattárban regisztrált bemutatóinak száma: színészként: 84; rendezőként: 77.

### Színészként
- Örkény István–Valló Péter: In memoriam Ö.I....
- Carlo Goldoni: Két úr szolgája....Silvio
- Szophoklész: Aiasz....Menelaosz
- Percy Bysshe Shelley: A Cenci-ház....Marzio
- Füst Milán–Valló Péter: A sanda bohóc....
- Baum: Óz, a nagy varázsló....Gyáva oroszlán
- Bertolt Brecht: Dobok és trombiták....Brazen kapitány
- Szigligeti Ede: Liliomfi....Adolf
- Kálmán Imre: Ördöglovas....Baróthy
- Szomory Dezső: Hagyd a nagypapát!....Raády Gida
- Poliakoff: A természet lágy ölén - Eperföldek....Kevin
- Illyés Gyula: Kiegyezés....Fernando
- Thomas: Charley nénje....Jack Topplebee
- Legentov: Nem bánok semmit sem....
- Radicskov: Zűrzavar....Petraki
- Camoletti: Boldog születésnapot....Robert
- Lenz: A katonák....Haudy
- Garai Gábor: A reformátor....Junker Berg
- Vampilov: A megkerült fiú....Szilva
- James Joyce: Számkivetettek....Robert Hand
- Gay: Koldusopera....Koldus
- Weöres Sándor: A kétfejű fenevad....I. Lipót; Bádeni Lajos őrgróf; Miksa bajor király
- Csehov: Ványa bácsi....Asztrov
- Hernádi Gyula: Hagyaték....Aquinói Tamás
- Bond: Kinn vagyunk a vízből....Len
- Kovalik-Hegyi: Kiskapukulcsok....
- Szomory Dezső: Bella....Gróf Thurein-Ernőffy Károly; Gróf Thurein-Ernőffy Pál
- William Shakespeare: Lear király....Edgar
- Schwajda György: Mari....Dagi
- Hernádi Gyula: Dogma....Guidi gróf
- Vitrac: Viktor avagy A gyerekuralom....Viktor
- Kesey: Kakukkfészek....McMurphy
- Sobol: Gettó....Kittel (dr. Paul)
- Mamet: Floridai öröklakás eladó....Baylen
- Akutagava Rjúnoszuke: A vihar kapujában....Rabló
- Strauss: Az idő és a szoba....Frank Arnold
- Molière: Don Juan avagy a kőszobor lakomája....Don Juan
- Arthur Miller: Közjáték Vichyben....Von Berg
- Rose: Tizenkét dühös ember....8. esküdt
- George Bernard Shaw: Szent Johanna....Dunois
- Csehov: Platonov....Platonov
- William Shakespeare: Julius Caesar....Antonius
- Csáth-Kiss: Animus és Anima....Orvos
- Agatha Christie: Az egérfogó....Metcalf őrnagy
- Dobozy Imre: A tizedes meg a többiek....Tizedes
- William Shakespeare: Othello....Othello
- Pozsgai Zsolt: Merénylet a színpadon....Pálfai
- Kuaan: Galócza....Juraj Ardonjak
- Ábrahám Pál: Viktória....John Webster
- Bernstein: West Side Story....Schrank
- Simon: Yonkersi árvák....Louie
- Arthur Miller: Pillantás a hídról....Marco
- Georg Büchner: Danton halála....Danton
- William Shakespeare: A vihar....Sebastian
- Bernardo Bertolucci: Az utolsó tangó Párizsban....Paul
- Loewe: My Fair Lady....Henry Higgins
- Vörösmarty Mihály: Czillei és a Hunyadiak....Giskra Ján
- Zerkovitz Béla: Csókos asszony....Tarpataky András
- Hare: Amy világa....Frank Oddie
- Edward Albee: Nem félünk a farkastól....George
- Kocsák Tibor: Abigél....Torma Gedeon - igazgató
- Vinterberg-Rukov-Hansen: Az ünnep....Helge
- Eugene O’Neill: Utazás az éjszakába....James Tyrone
- Ács Bálint: Tenkes kapitánya....Tábornok
- Szigarjev: Guppi....Leonyid
- Pintér Béla: Parasztopera....Apa
- Bereményi Géza: Az arany ára (Eldorádó)....Monori
- Brecht: Koldusopera....Peachum
- Csurka István: Eredeti helyszín....Böröczker
- Herczeg Ferenc: Kék róka....Pál
- Székely János: Mórok....Jimenez de Cisneros
- Vámos László: Marilyn Monroe csodálatos halála....Bobby; Joe DiMaggio; Arthur Miller; Sinatra; Igazgató
- Fosse: Valaki jön majd....
- Lőrinczy Attila: Könnyű préda....Dr. Zám
- Zalán Tibor: A fáklya kialszik....Pertaf

### Rendezőként
- Maeterlinck: A kék madár (1988)
- Hampton: Teljes napfogyatkozás (1988-1989)
- Slade: Válás Kaliforniában (1989)
- Kesey: Kakukkfészek (1989)
- Ibsen: A nép ellensége (1989)
- Havel: Audiencia (1989)
- Nádas Péter: Takarítás (1990)
- O'Neill: Utazás az éjszakába (1991)
- Christie: A vád tanúja (1991)
- Mamet: Floridai öröklakás eladó (1991)
- Williams: Az ifjúság édes madara (1991)
- Walker: A büntető kéz (1991)
- Szép Ernő: Vőlegény (1993)
- Sárosi István: Rákfene (1993, 2007)
- Anouilh: Becket vagy Isten becsülete (1994)
- Simon: Furcsa pár (1994)
- Rossini: A sevillai borbély (1995)
- Móricz Zsigmond: Rokonok (1995)
- Steinbeck: Egerek és emberek (1996, 2012)
- Axelrod: Viszlát, Charlie (1996)
- Molnár Ferenc: Az üvegcipő (1996)
- Gavran: Freud doktor páciense (1997)
- Puccini: Tosca (1997)
- Szigligeti Ede: Liliomfi (1997)
- Miller: Az ügynök halála (1997, 2012)
- Barta Lajos: Szerelem (1998)
- Erkel Ferenc: Hunyadi László (1998)
- Hampton: Hollywoodi mesék (1999)
- Bizet: Carmen (1999)
- Andrew Lloyd Webber: Jézus Krisztus szupersztár (1999)
- Dumas: A három testőr, avagy az élők mindig gyanúsak (2000)
- Bernstein: West Side Story (2001)
- Puccini: Pillangókisasszony (2001)
- Spiró György: Elsötétítés (2002)
- Kacsóh Pongrác: János vitéz (2002)
- William Shakespeare: Rómeó és Júlia (2003)
- Kodály Zoltán: Háry János (2003)
- Molnár Ferenc: Az ördög (2003, 2008)
- Vajda Katalin: Anconai szerelmesek (2004)
- Háy János: A Senák (2004, 2006)
- Gutzkow: Uriel Acosta (2005)
- Schwartz: Godspell (2005)
- Rose: Tizenkét dühös ember (2006)
- Lehár Ferenc: Luxemburg grófja (2006)
- Eisemann Mihály: Hyppolit, a lakáj (2007)
- Szomory Dezső: Hermelin (2007)
- Thomas: Nyolc nő (2008)
- Sánta-Hamvai: Az ötödik pecsét (2008)
- Nagy Tibor: A kölyök (2008)
- Ács Bálint: Tenkes kapitánya (2009)
- Simon: Pletyka/Pletykák (2009)
- Miller: Közjáték Vichyben (2009)
- Magnier: Oscar (2010)
- Alfieri: Hat hét, hat tánc (2011)
- Frayn: Szigliget (balmorál) (2011)
- Quilter: Mennyei! (2011)
- Bereményi Géza: Az arany ára (2011)
- Zelenka: Hétköznapi őrületek (2011)
- Bacsó Péter: A tanú (2012)
- McDonagh: A kripli (2013)

## Filmjei

### Színészként
- Az áldozat (1980)

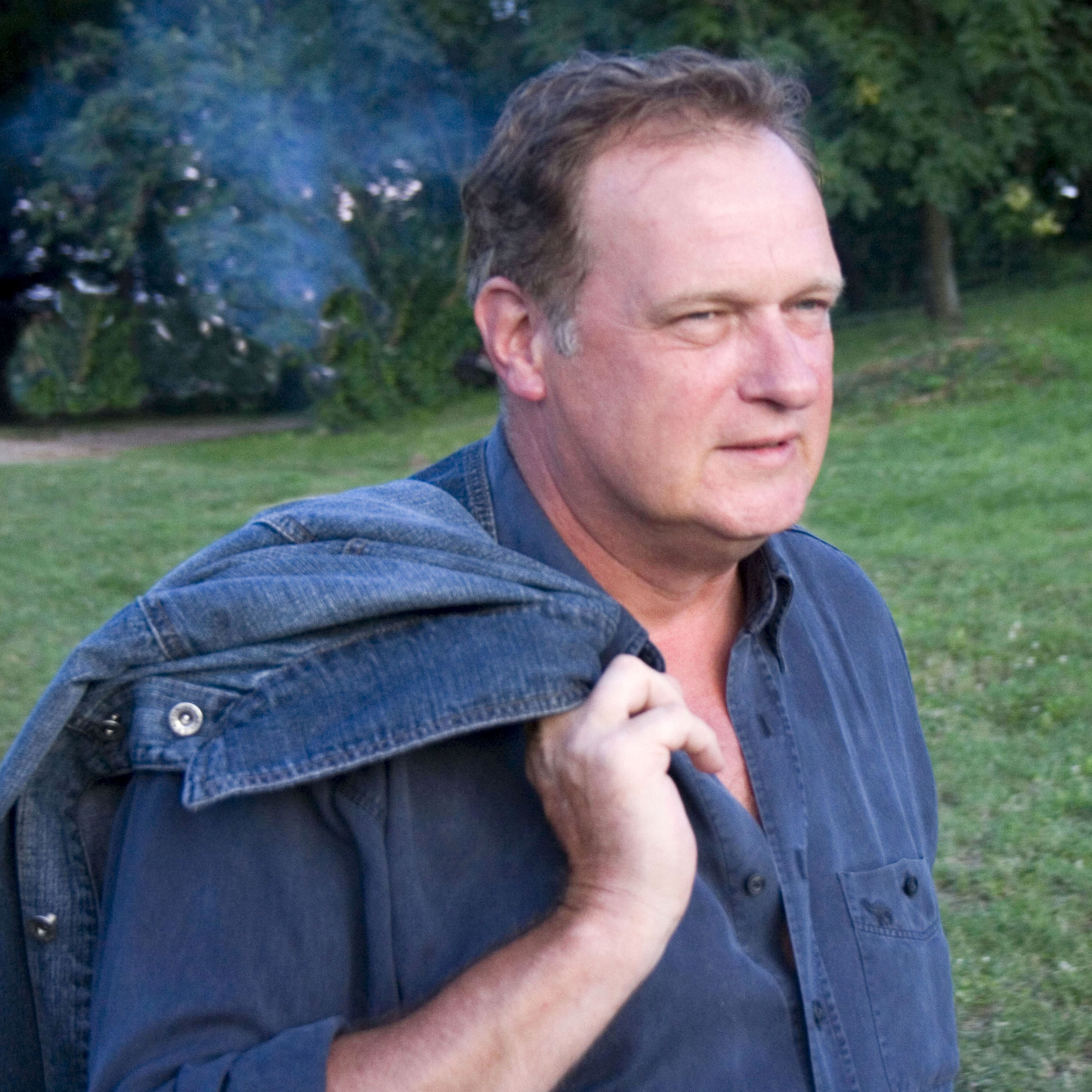
Balikó Tamás Siklóson (2010)

- A Mi Ügyünk, avagy az utolsó hazai maffia hiteles története (1980)
- Mephisto (1981)
- Mint oldott kéve (1983)
- Hétpróbások (1988)
- Trombi és a Tűzmanó I. (1988) – További szereplők (hang)
- Vadon (1988)
- Halállista (1989)
- Az utolsó nyáron (1991)
- Privát kopó (1993)
- Törvénytelen (1994)
- Kisváros (1997-2001)
- Szökés (1997)
- Családi kör (1999)
- Üvegtigris (2001)
- Tea (2002)
- Fekete kefe (2005)
- Mansfeld (2006)
- Tűzvonalban (2007)
- Pánik (2008)
- Kaméleon (2008)
- A föld szeretője (2010)
- Kossuthkifli (2015)[25]

### Rendezőként
- Teljes napfogyatkozás (1989)

## Díjai, elismerései
- Európai Színháztalálkozó (IETM – Informal European Theatre Meeting)- legjobb európai főiskolás rendező (1989)[5]
- Országos Színházi Találkozó – legjobb rendezés díja (1989)[26]
- Magyar Művészetért díj (1990)
- Pécs Város Millenniumi Díja (2000)[27]
- Pro Civitate díj (2004)[28]
- Pro Communitate díj (2011)[29][30]
- Dömötör-díj – a legjobb rendező, Hétköznapi őrületek (2012)[19][31]